# Molí d'en Cervera
El molí d'en Cervera és un edifici de la Selva de Mar (Alt Empordà) inclòs a l'Inventari del Patrimoni Arquitectònic de Catalunya. Molí fariner situat a l'oest del nucli urbà de la població, a la riba esquerra de la riera de la Selva, a tocar del Pont del Molí o d'en Gerombí.

## Descripció
L'edifici, bastit amb pedra sense escairar lligada amb morter i arrebossat, és de planta rectangular i consta de dues plantes més el soterrani. Està format per dues crugies, amb la coberta amb teulat de doble vessant i el ràfec bastit, en part, amb lloses de pissarra. La planta baixa es dividia en dos espais perpendiculars a la façana, corresponents a les dues crugies. Les cobertes són amb voltes de canó de pedra morterada i encanyissat. Sota la planta baixa, la sortida del càcul, al nivell de la riera i sota el pont, forma un passadís força alt cobert amb volta de canó. Interiorment està colmatat de runa. S'observen dues arcades de mig punt al fons i dues més al davant, les quals es conserven malgrat haver-se destruït el pilar on es recolzaven. A l'interior de l'edifici, la primera planta es troba compartimentada tardanament. La coberta, que era d'embigats i cabirons, actualment es troba molt malmesa. De la planta baixa, destaca l'estança situada a l'est, lloc on s'ubicava el mecanisme del molí. Es conserven "in situ", a l'extrem sud, les dues grans moles soleres, amb el ratllat (el molí era de dues moles). Les dues moles volanderes es troben fora del seu lloc, posades a terra i amb els forats tapiats amb rebles i terra. A la cara externa d'aquestes dues moles hi ha l'existència de creus gravades; n'hi ha tres a cada pedra. Són creus llatines, amb peanya o bé travessers prop o als extrems dels braços; la més gran mesura 0,30 m x 0,18 m i la més petita 0,12 m x 0,12 m. La façana, al carrer del Pont, és encarada al nord. La porta té llinda monolítica de pissarra, com la petita finestra que hi ha al seu damunt. Un finestral molt més gran, que degué tenir balconada, s'obre al pis, al sector oriental de la façana. A la seva llinda, molt voluminosa, hi ha gravada, dins d'un rectangle incís, aquesta inscripció: "DR. MICHAEL. SOL. / ER.R.POR.SSmo Sto F/1702".
La bassa, considerablement gran, és limitada per murs de molt gruix, bastits amb rebles lligats amb morter i arrebossats. Actualment és una eixida amb arbres. S'estén entre el molí i el pont del Corder i l'extrem nord del carrer de la Font Mollor. Sota la calçada del darrer tram d'aquest carrer s'hi conserva el rec, que és, doncs, cobert; prenia l'aigua de la riera a uns 30 m al sud de la bassa, prop de la font esmentada.

## Història
La inscripció de la llinda sembla indicar que el nom de Molí d'en Cervera (cognom molt corrent al poble; els propietaris actuals de l'edifici encara se'n diuen), no seria pas el primitiu.
Segons les relacions de la Contribució industrial obrants a l'Arxiu Municipal, consta que el 1877 hi havia "un molí de rec d'una pedra funcionant menys de tres mesos" en canvi l'any 1881 ja era donat de baixa. El molí deixà de funcionar, perquè entre 1877 i 1880. Anteriorment, el 1871 es fa constar que el molí "d'una pedra" -només s'utilitzaria una de les moles- funcionava tres mesos i que era propietat de Benet Cervera i Mora.
A més de l'aigua de la riera, el molí devia aprofitar la sobrant de la fons de Lledoners, situada a poc aigües amunt; quelcom més amunt encara hi ha les restes del molí del Salt de l'Aigua, més antic i que en els darrers temps potser serví de resclosa a aquest d'en Cervera.